# Cadineno
Cadineno es el nombre químico de un número de isómeros de hidrocarburos que se producen en una amplia variedad de aceites esenciales de plantas. El nombre se deriva de la del Juniperus oxycedrus L., la madera de la que se obtiene un aceite a partir del cual se aislaron primero isómeros cadinenos.
Químicamente, los cadinenos son sesquiterpenos bicíclicos. El término "cadineno" a veces se ha usado en un sentido amplio para referirse a cualquier sesquiterpeno con el llamado cadalano-(4-isopropil-1 ,6-dimethyldecahydronaphthaleno) esqueleto de carbono. Debido al gran número de isómeros de doble enlace y estereoquímicos conocidos, esta clase de compuestos se ha subdividido en cuatro subclases basadas en la estereoquímica relativa en el grupo isopropilo y los dos átomos de carbono de cabeza de puente. El nombre cadineno ahora se utiliza adecuadamente sólo para la primera subclase nombrada a continuación, que incluye los compuestos originalmente aislados a partir de aceite de Juniperus oxycedrus. Sólo se representa un enantiómero de cada subclase.

Cadalane skeleton
Cadinene stereochemistry
Muurolene stereochemistry
Amorphene stereochemistry
Bulgarene stereochemistry